# Blade Nzimande
Bonginkosi Emmanuel "Blade" Nzimande (né le 14 avril 1958 à Edendale, province du Natal en Afrique du Sud) est un homme politique sud-africain, membre du Parti communiste sud-africain (SACP), membre du parlement (de 1994 à 1999 et depuis 2009), secrétaire général du SACP de 1998 à 2009.
Il est ministre de l'Enseignement supérieur et de la Formation du 10 mai 2009 au 17 octobre 2017. Le 28 février 2018, il est nommé ministre des Transports dans le gouvernement Ramaphosa I, poste qu'il occupe jusqu'au 29 mai 2019. Le lendemain, il est nommé ministre sud-africain de l'Enseignement supérieur, de la Science et de la Technologie dans le gouvernement Ramaphosa II.

## Origines
Blade Nzimande est né à Kwa-Dambuza, Edendale, près de Pietermaritzburg, fils de Nozipho Alice et de Phillip Sphambano, un Shangaan herboriste natif du Mozambique.

## Éducation
Nzimande a fréquenté l'école catholique romaine de Henryville, l'école primaire de Plessiers, l'école de Mthethomusha, la première de la région établie en vertu du nouveau système d'éducation bantoue et le lycée de Georgetown à Edendale.
Il a par la suite complété sa formation à l'Université du Natal à Pietermaritzburg, obtenant une maîtrise en psychologie (1981) et plus tard un doctorat en philosophie spécialisé en sociologie (1991).

## Manifestations politiques et activités professionnelles
Il commence à s'intéresser à la politique de son pays au moment de la libération de Harry Gwala en 1973.
En 1976, Nzimande, alors inscrit à l'Université du Zoulouland en administration publique et en psychologie, participe à ses premières manifestations politiques contre l'apartheid. Il participe notamment à une manifestation contre l'attribution d'un doctorat honoris causa au prince Mangosuthu Buthelezi en mai 1976. Il se rapproche du mouvement de la Conscience noire et de l'Organisation des étudiants sud-africains (SASO) puis vers l'Alliance du Congrès. Après l'obtention de son diplôme en 1979, Nzimande rejoint l'Organisation des étudiants Azaniens, influencé par les émissions radiophoniques de Radio Freedom et Radio Moscou. Il se rapproche de cette manière du congrès national africain pour laquelle il commence à militer clandestinement. En 1983, il participe ainsi à la fondation du front démocratique uni (UDF).
Parallèlement, de 1982 à 1984, il travaille au service du personnel de Tongaat Hulett Sugar Ltd où il rencontre Jay Naidoo et commence à travailler de manière informelle avec les syndicats. Il devient ensuite chargé de cours à l'Université de Zululand sur le campus de Umlazi et siège au comité de rédaction de la South African Labour Bulletin. A Umlazi, il donne des cours sur l'éducation mais également, clandestinement, enseigne le marxisme à des étudiants.
En 1987, il rejoint l'Université du Natal à Durban où il donne des conférences pour le Département de psychologie.
En 1988, Nzimande adhère au parti communiste sud-africain dont il deviendra le secrétaire général dix ans plus tard. Du fait de son alliance avec l'ANC, cette fonction lui permettra d'entrer au comité national exécutif de l'ANC et de devenir membre de sa commission sur l'emploi.
De 1990 à 1994, Nzimande est directeur du département de l'éducation de l'université du Natal puis de 1994 à 1999, membre du parlement, président de la commission parlementaire sur l'éducation.
Très critique de la politique menée par Thabo Mbeki puis de celle de Kgalema Motlanthe, il est élu au parlement lors des élections générales sud-africaines de 2009 et entre au gouvernement Zuma en mai 2009 en tant que ministre de l'enseignement supérieur et de la formation, fonction qu'il exerce jusqu'en 2017 et qu'il reprend en 2019 dans le gouvernement Ramaphosa II.